# 人類民俗館

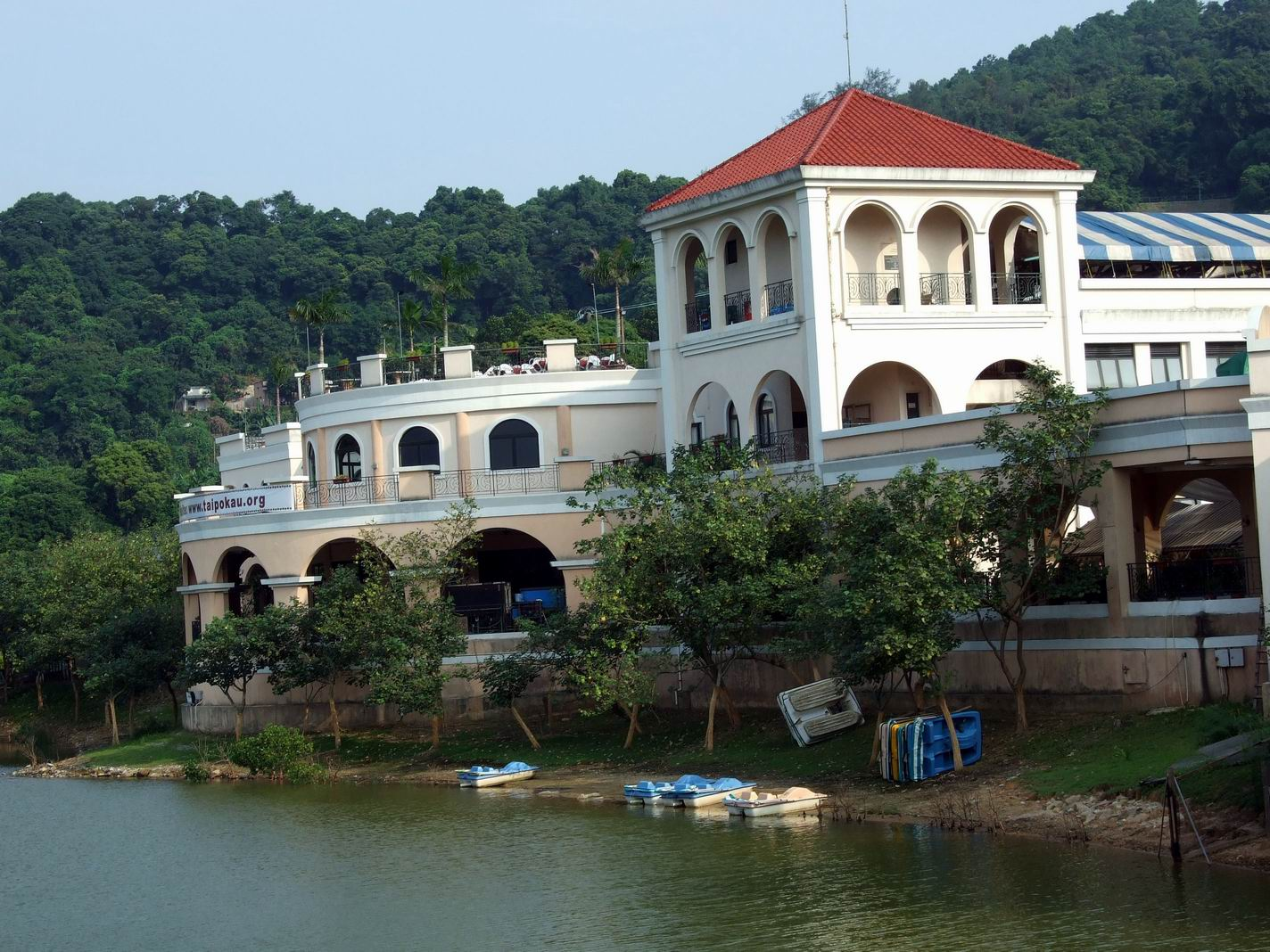
人類民俗館

人類民俗館（Museum of Ethnology）位於香港新界大埔滘紅林路2號嘉里白鷺湖互動中心內，於2000年開幕，是香港首個以世界民族為主題的博物館。博物館只限團體參觀，並不開放予公眾人士參觀。

## 源起
1990年代中期，嘉里建設計劃於大埔滘發展大型住宅項目滌濤山（包括12座9層高寓所、50幢獨立洋房及28座複式別墅）。由於鄰近為一處潟湖及紅樹林濕地，是白鷺的棲息地，於是政府在地契規定發展商須興建及營運大埔滘互動自然中心（即今日的白鷺湖互動中心），以提倡並宣揚環保意識及知識。
除了人類民俗館外，白鷺湖互動中心設有「小白鷺餐廳」及「自然活動中心」。

## 展覽內容
人類民俗館展出約1000件藏品，介紹人類在不同地理環境下，如何利用及組合大自然資源，加上創意與發明來改善生活質素。珍貴展品包括愛斯基摩人馴鹿骨製品、廿八呎長的印度洋外架獨木舟、及巴布亞新畿內亞的祭神舞衣等。藏品以功能和對人類不同生活範疇的影響來區分，分為12個部分:
1. 紡與織
2. 石器
3. 文明的搖籃
4. 離開陸地
5. 音樂
6. 這一切來自樹林
7. 捕魚工具
8. 世界編織祭
9. 裝飾與美
10. 行得更快、去得更遠
11. 西部先鋒
12. 他們野蠻嗎？

## 開放時間
- 10:00-18:00
- 星期一至星期日及公眾假期：只接受團體（30人或以上）預約參觀

## 票價
- 成人：港幣20元
- 小童（12歲以下） 、長者（60歲或以上）及殘疾人士：港幣15元

## 外部連結
人類民俗館
22°26′10″N 114°11′20″E / 22.436095°N 114.188933°E
1. ↑  . HK.ULifestyle.com.hk （中文（香港））.